# Capitole de l'État du Maine
Le Capitole de l'État du Maine (en anglais : Maine State House) est un édifice public situé à Augusta, où siègent les organes exécutif et législatif de l'État américain du Maine.

## Histoire
Construit entre 1829 et 1832, le Capitole est conçu par Charles Bulfinch sur le modèle du celui du Massachusetts. La construction est en granit des carrières de Hallowell. L’intérieur du Capitole a été remodelé en 1852 et à nouveau en 1860 pour fournir un espace supplémentaire aux départements d’État. 
En 1890-1891, une grande aile de trois étages est ajoutée à l’arrière du bâtiment. Un remodelage majeur du Capitole en 1909-1910 a donné l'apparence actuelle du bâtiment. Il est agrandi selon les plans de G. Henri Desmond, nécessitant la démolition de presque tout le bâtiment à l'exception des façades. La longueur du bâtiment est doublée en prolongeant les ailes nord et sud. 
Un dôme s'élevant à une hauteur de 56 mètres est construit en 2014 pour remplacer la coupole d'origine. La statue en cuivre doré de Minerve, figure féminine drapée de la Sagesse, œuvre de William Clark Noble est replacée à son sommet.

## Source
- (en) Cet article est partiellement ou en totalité issu de l’article de Wikipédia en anglais intitulé « Maine State House » (voir la liste des auteurs).